# Pseudoliparis swirei

Illustrazione di P. swirei

Pseudoliparis swirei Gerringer & Linley, 2017 è un pesce osseo marino appartenente alla famiglia Liparidae, scoperto nella Fossa delle Marianne.

## Etimologia
Prende il nome dal sottotenente della HMS Challenger Herbert Swire, che scoprì nel 1876 l'Abisso Challenger.

## Descrizione
Presenta un corpo giriniforme e una testa tozza, dal profilo smussato. La pelle è trasparente, sottile, e ha l'aspetto gelatinoso tipico dei liparidi; come molte altre specie di questa famiglia, P. swirei è privo di scaglie e presenta pinne pelviche modificate a formare un disco adesivo. La lunghezza massima registrata è di 22,6 cm.
Si distingue dal congenere Pseudoliparis amblystomopsis per la testa più allungata, il maggior numero di raggi della pinna dorsale (intorno a 55 invece che 49) e della pinna anale (intorno a 48 invece che 43).

## Biologia

### Alimentazione
È uno dei predatori principali nella fossa delle Marianne. Si nutre di piccoli crostacei.

### Riproduzione
Le uova hanno un diametro di quasi 1 cm.

## Distribuzione e habitat
È endemico della fossa delle Marianne; vive nel piano adale tra i 7000 e gli 8000 metri di profondità, dove l'acqua ha temperature estremamente basse.